# Blake Bortles
(en) Statistiques sur pro-football-reference
Robby Blake Bortles, né le 28 avril 1992 à Altamonte Springs en Floride, est un joueur américain de football américain évoluant au poste de quarterback.

## Biographie

### Carrière universitaire
Il a étudié à l'université du centre de la Floride et a joué pour les Knights de l'UCF de 2011 à 2013.
Lors de la saison 2013, les Knights passent dans l'American Athletic Conference, nouvelle conférence dans la NCAA. Il mène UCF à la meilleure fiche de l'AAC et à une participation au Fiesta Bowl. Classés 15es au niveau national, Bortles et les Knights battent à la surprise générale les Bears de Baylor, équipe classée 6e au niveau national, au score de 52 à 42 dans un match hautement offensif. Bortles est nommé MVP offensif du Fiesta Bowl après une performance 301 yards à la passe et 4 touchdowns marqués.
Après la victoire au Fiesta Bowl, il renonce à jouer une quatrième et dernière saison universitaire en se déclarant éligible à la draft 2014 de la NFL. 

### Carrière professionnelle
Il est sélectionné à la 3e place de la draft 2014 par les Jaguars de Jacksonville. Bortles est le premier quarterback sélectionné, devant notamment le vainqueur du trophée Heisman en 2012 Johnny Manziel et Teddy Bridgewater, choisis respectivement au 22e et 32e rangs. Le 18 juin 2014, Bortles signe son premier contrat professionnel de 20,6 millions de dollars garantis pour quatre années.
En 2014, il remplace Chad Henne comme quarterback durant le troisième match de la saison, face aux Colts d'Indianapolis. Il prend part aux 13 autres matchs de la saison régulière. En 14 matchs, il récolte 2 908 yards par la voie des airs, 11 passes de touchdowns et 17 interceptions en plus de cumuler 419 yards par la course. Il est toutefois le quarterback ayant subi le plus de sacks dans la ligue en étant mis au sol 55 fois par la défense adverse.
La saison suivante, il lance pour 4 428 yards en plus de marquer 35 touchdowns à la passe, qui constituent des records au sein des Jaguars sur une saison, mais mène toutefois la ligue au niveau des interceptions avec 18 passes interceptées en plus d'être victime de 51 sacks.
Lors de la saison 2017, malgré un jeu inconstant, il réussit à limiter les interceptions et offre des performances convaincantes qui aident l'équipe à remporter plusieurs parties. Soutenu par une des meilleures défenses de la ligue, il aide les Jaguars à remporter la division AFC Sud et se qualifier pour la phase éliminatoire pour la première fois depuis 2007. Bortles et les Jaguars battent tour à tour les Bills de Buffalo et les Steelers de Pittsburgh, mais ils sont vaincus en finale de conférence AFC contre les Patriots de la Nouvelle-Angleterre. En février 2018, il signe un nouveau contrat avec les Jaguars pour 3 ans et un montant de 54 millions de dollars. 
Les Jaguars ont un bon début de saison avec une fiche de trois victoires et une défaite, dont notamment une victoire face aux Patriots au cours duquel Bortles marque 4 touchdowns à la passe. L'équipe enchaîne toutefois les défaites par la suite et Bortles est critiqué pour ses performances jugées mauvaises, dont notamment lors de la 7e semaine face aux Texans de Houston où il est mis sur le banc en cours de partie et remplacé par Cody Kessler après deux fumbles perdus. Après sept défaites consécutives, il est remplacé par Kessler pour le match contre les Colts d'Indianapolis en 13e semaine. En décembre 2018, la chaîne NFL Network rapporte que les Jaguars prévoient libérer Bortles après la fin de la saison.
Le 13 mars 2019, il est libéré par les Jaguars après que l'équipe a signé Nick Foles. Il signe par la suite un contrat d'un an avec les Rams de Los Angeles afin de servir de remplaçant à Jared Goff.
Il signe avec les Broncos de Denver le 24 septembre 2020. Inactif lors des deux parties suivantes, il est libéré par les Broncos le 17 octobre puis signe deux jours après dans leur équipe d'entraînement.

## Statistiques

### Universitaires
| Année  | Équipe | Statut | MJ |         | Passes   | Passes | Passes | Passes | Passes | Passes | Passes  |       | Courses | Courses | Courses | Courses |
| Année  | Équipe | Statut | MJ | Tentées | Réussies | Pct.   | Yards  | TD     | Int.   | Éval.  | Tentées | Yards | Moy.    | TD      |         |         |
| 2011   | UCF    | Fr.    | 10 | 110     | 75       | 67,8   | 958    | 6      | 3      | 153,9  | 21      | 4     | 0,2     | 1       |         |         |
| 2012   | UCF    | So.    | 14 | 399     | 251      | 62,9   | 3 059  | 25     | 7      | 144,5  | 87      | 285   | 3,3     | 8       |         |         |
| 2013   | UCF    | Jr.    | 13 | 382     | 259      | 67,8   | 3 581  | 25     | 9      | 163,4  | 87      | 272   | 3,1     | 6       |         |         |
| Totaux | Totaux | Totaux | 37 | 891     | 585      | 66,2   | 7 598  | 56     | 19     | 153,9  | 195     | 561   | 2,9     | 15      |         |         |

### Professionnelles

#### Saison régulière
| Année  | Équipe                        | MJ           |              | Passes       | Passes       | Passes       | Passes       | Passes       | Passes       | Passes       |              | Courses      | Courses      | Courses      | Courses      |
| Année  | Équipe                        | MJ           | Tentées      | Réussies     | Pct.         | Yards        | TD           | Int.         | Éval.        | Tentées      | Yards        | Moy.         | TD           |              |              |
| 2014   | Jaguars de Jacksonville       | 14           | 475          | 280          | 58,9         | 2 908        | 11           | 17           | 69,5         | 56           | 419          | 7,5          | 0            |              |              |
| 2015   | Jaguars de Jacksonville       | 16           | 606          | 355          | 58,6         | 4 428        | 35           | 18           | 88,2         | 52           | 310          | 6,0          | 2            |              |              |
| 2016   | Jaguars de Jacksonville       | 16           | 625          | 368          | 58,9         | 3 905        | 23           | 16           | 78,8         | 58           | 359          | 6,2          | 3            |              |              |
| 2017   | Jaguars de Jacksonville       | 16           | 523          | 315          | 60,2         | 3 687        | 21           | 13           | 84,7         | 57           | 322          | 5,6          | 2            |              |              |
| 2018   | Jaguars de Jacksonville       | 13           | 403          | 243          | 60,3         | 2 718        | 13           | 11           | 79,8         | 58           | 365          | 6,3          | 1            |              |              |
| 2019   | Rams de Los Angeles           | 3            | 2            | 1            | 50           | 3            | 0            | 0            | 56,2         | 2            | -9           | -4,5         | 0            |              |              |
| 2020   | Broncos de Denver             | N'a pas joué | N'a pas joué | N'a pas joué | N'a pas joué | N'a pas joué | N'a pas joué | N'a pas joué | N'a pas joué | N'a pas joué | N'a pas joué | N'a pas joué | N'a pas joué | N'a pas joué | N'a pas joué |
| 2020   | Rams de Los Angeles           | N'a pas joué | N'a pas joué | N'a pas joué | N'a pas joué | N'a pas joué | N'a pas joué | N'a pas joué | N'a pas joué | N'a pas joué | N'a pas joué | N'a pas joué | N'a pas joué | N'a pas joué | N'a pas joué |
| 2021   | Packers de Green Bay          | N'a pas joué | N'a pas joué | N'a pas joué | N'a pas joué | N'a pas joué | N'a pas joué | N'a pas joué | N'a pas joué | N'a pas joué | N'a pas joué | N'a pas joué | N'a pas joué | N'a pas joué | N'a pas joué |
| 2021   | Saints de La Nouvelle-Orléans | N'a pas joué | N'a pas joué | N'a pas joué | N'a pas joué | N'a pas joué | N'a pas joué | N'a pas joué | N'a pas joué | N'a pas joué | N'a pas joué | N'a pas joué | N'a pas joué | N'a pas joué | N'a pas joué |
| Totaux | Totaux                        | 78           | 2 634        | 1 562        | 59,3         | 17 649       | 103          | 75           | 80,6         | 283          | 1 766        | 6,2          | 8            |              |              |

### Play-offs
| Année  | Équipe                  | MJ           |              | Passes       | Passes       | Passes       | Passes       | Passes       | Passes       | Passes       |              | Courses      | Courses      | Courses      | Courses      |
| Année  | Équipe                  | MJ           | Tentées      | Réussies     | Pct.         | Yards        | TD           | Int.         | Éval.        | Tentées      | Yards        | Moy.         | TD           |              |              |
| 2017   | Jaguars de Jacksonville | 3            | 85           | 49           | 57,6         | 597          | 3            | 0            | 91,0         | 17           | 121          | 7,1          | 0            |              |              |
| 2020   | Rams de Los Angeles     | N'a pas joué | N'a pas joué | N'a pas joué | N'a pas joué | N'a pas joué | N'a pas joué | N'a pas joué | N'a pas joué | N'a pas joué | N'a pas joué | N'a pas joué | N'a pas joué | N'a pas joué | N'a pas joué |
| Totaux | Totaux                  | 3            | 85           | 49           | 57,6         | 597          | 3            | 0            | 91,0         | 17           | 121          | 7,1          | 0            |              |              |